# Creació de l'Alcorà
En teologia islàmica, la doctrina de la creació de l'Alcorà (àrab: خلق القرآن, ẖalq al-Qurʾān) és la creença que l'Alcorà va ser creat en lloc d'haver existit sempre i, per tant, ser «increat».
Un dels principals temes de debat en l'aqida (‘dogma’) va ser la condició divina del kalam (lit. ‘paraula, discurs’) revelat, és a dir la paraula revelada a través del wahy (‘revelació’). En aquest context, el kalam és la contrapart de l'aql (‘raó’, equivalent al grec logos). Si l'aql/logos formava part de l'essència o naturalesa de Déu, aleshores l'Alcorà no podia ser creat. Tanmateix, l'Alcorà està escrit en àrab, que és una parla humana, i està escrit en escriptura àrab, i cap de les dues coses és eterna.
En l'islam primerenc, la disputa sobre quina postura era objectivament certa es va convertir en un punt de controvèrsia important. L'escola filosòfica racionalista anomenada mutazilita sostenia que si l'Alcorà és la paraula de Déu, aleshores, lògicament, Déu «ha d'haver precedit el seu propi discurs». Els mutazilites, com els jahmites, un altre corrent de pensament en el primer islam, negaven tots els atributs de Déu i creien que Déu no podia parlar, per tant, l'Alcorà no podia ser la paraula literal de Déu. Des d'aquesta perspectiva, l'Alcorà era interpretat com una metàfora de la seva voluntat.
En el món musulmà actual, la postura acceptada majoritàriament entre els musulmans sunnites és el punt de vista oposat, és a dir, que l'Alcorà no és creat. En canvi, els musulmans xiïtes comparteixen la creença en la creació de l'Alcorà.

## Història
La controvèrsia sobre la doctrina de la creació de l'Alcorà va arribar al seu punt àlgid en el califat abbàssida, durant el regnat del califa al-Mamun . L'any 827, al-Mamun va adoptar públicament la doctrina de la creació, i sis anys més tard va instituir una inquisició coneguda com la mihna (‘prova’) per tal de «garantir l'aquiescència a aquesta doctrina». La mihna va continuar durant els regnats dels califes al-Mútassim i al-Wàthiq i durant la primera part del califat d'al-Mutawàkkil. Els que no acceptaven que l'Alcorà havia estat creat van ser castigats, empresonats o fins i tot assassinats.
Segons la tradició sunnita, quan el tradicionista Àhmad in Hànbal va ser «posat a prova», aquest es va negar a acceptar la doctrina de la creació malgrat que això el condemnava a dos anys de presó i malgrat que va ser assotat fins a quedar inconscient. La determinació d'Àhmad ibn Hànbal hauria ablanit la determinació del califa al-Mutawàkkil, que el va acabar alliberant i va suavitzar la duresa de la mihna.
Quan la mihna va ser finalment eliminada, fou la minoria de musulmans que creien en la creació alcorànica la que va rebre l'espasa o el fuet.

En paraules de l'historiador de l'islam Michael Cook, l'influent erudit at-Tabarí (m. 923) afirma, a la seva aqida (‘dogma’), que l'Alcorà és:
| «                                                    | La paraula de Déu és increada, sigui com sigui escrita o recitada, sigui al cel o a la terra, sigui escrita a la “tauleta guardada” o a les tauletes dels escolars, sigui inscrita en pedra o en paper, sigui memoritzada al cor o dita de paraula; qui diu el contrari és un infidel i la seva sang es pot vessar i s'ha dissociat de Déu. | » |
| — Michael Cook, The Koran: A Very Short Introduction | |   |

El cadi Iyad, un jurista almoràvit del segle xii, comentant l'obra de Màlik ibn Anas, va escriure:
| «                                                                                                  | Va dir, sobre algú que havia dit que l'Alcorà va ser crear: “És un incrèdul, així que mata'l”. En la versió d'Ibn Nafi, hauria dit: “Hauria de ser assotat i apallissat dolorosament, i empresonat fins que es penedeixi”. A la versió de Bixr ibn Bakr at-Tinnissí trobem: “Ha de morir i el seu penediment no és acceptable”. | » |
| — cadi Iyad, الشفا بتعريف حقوق المصطفى (‘El remei per conèixer els drets de l'Escollit [=Mahoma]’) | |   |

## Arguments i implicacions

### Visió sunnita
Els sunnites creuen que l'Alcorà és la paraula increada de Déu, idea que prenen de l'aleia 7:54:
| «                                                     | És que no són d'Ell la creació i l'ordenació de l'univers? | » |
| — Alcorà, [Alcorà 7:54 (traduït per Míkel de Epalza)] |                                                            |   |

Els exegetes han suggerit que aquest vers subratlla la separació entre la creació de Déu i el seu ordre i que, per tant, l'Alcorà no va ser creat.
De fet, els imams Àhmad bin Hànbal, Sufyan ath-Thawrí, Màlik ibn Anas, Sufyan ibn Uyayna i Yahya ibn Maín han emès fàtues en què afirmen que qui creu el contrari és un incrèdul (kàfir) de l'islam.

### Visió xiïta
L'erudit xiïta Ibn Babawayh (c. 923-991), un dels principals estudiosos dels hadits en la tradició xiïta, discrepa del punt de vista sunnita en relació a la creació de l'Alcorà, ja que, segons ell, els atributs de Déu vinculats a la idea de fer (crear, donar suport, etc.) no poden ser eterns, ja que requereixen que objectes sobre els quals fer-hi accions. Ara bé, si això fos així, «caldria admetre que el món sempre ha existit, però aquesta afirmació va en contra de la creença islàmica que res llevat de Déu és Etern». L'estudiós Sa'eed Akhtar Rizvi continua dient que el fet que els erudits sunnites no facin aquesta distinció i que insisteixin que «tots els Seus atributs són eterns» és la causa de la seva creença que «el kalam (la paraula) de Déu és etern, no creat». Akhtar Rizvi afirma:
| «                                                          | Però com que nosaltres, els xiïtes imamites, distingim entre les Seves virtuts personals i les Seves accions, diem: [citant Ibn Babawayh] “La nostra creença sobre l'Alcorà és que és el discurs de Déu. Ha estat enviat per Ell, és la Seva revelació, el Seu llibre i la Seva paraula. Déu n'és el Creador, Emissor i Guardià”. | » |
| — Sa'eed Akhtar Rizvi, Sects of Islam. Attributes of Allah | |   |

Ara bé, altres autors xiïtes com el marja Abu al-Qasim Khoei (1899-1992), en el seu llibre Al-bayan fi-tafsir al-Quran, ‘Exposició de l'exegesi de l'Alcorà’, afirma que «la qüestió de si l'Alcorà va ser creat o és etern és una qüestió aliena, que no té cap connexió amb la doctrina islàmica» i en dona la culpa a la intrusió de les idees de la «filosofia grega», aliena a la comunitat islàmica, que hauria dividit l'Umma «en faccions que s'acusaven mútuament d'incredulitat».

### Mutazilisme
Els mutazilites, seguidors de l'escola mutazilita, són coneguts sobretot pel fet de rebutjar la doctrina que l'Alcorà no és creat i que és coetern amb Déu, ja que afirmen que si l'Alcorà és la paraula de Déu, perlògica «Déu ha d'haver precedit la seva paraula».
Basant-se en l'aleia 106 de la sura Al-Bàqara, alguns mutazilites també argumentaven que si algunes aleies de l'Alcorà poden ser abrogades per aleies noves que n'anul·len d'anteriors, aleshores no pot ser etern. Tanmateix, la teoria de l'abrogació no era compartida per tots els mutazilites, i alguns creien que cap aleia de l'Alcorà havia estat abrogada.

### Implicacions
Malise Ruthven argumenta que els creients en un Alcorà increat, i per tant etern i immutable, també defensaven la predestinació de la vida després de la mort. Les dues idees estan associades entre si, segons Rwekaza Sympho Mukandala, perquè si hi ha predestinació, és a dir, si tots els esdeveniments, inclosa la vida després de la mort de tots els humans, han estat volguts per Déu, aleshores Déu «en la seva omnipotència i omnisciència ha d'haver volgut i conegut» els esdeveniments relatats a l'Alcorà.
Els creients en un Alcorà creat, per contra, emfatitzen el lliure albir atorgat a les persones, que el dia del Judici serien recompensades o castigades segons les seves tries en vida. Els defensors de l'Alcorà creat emfatitzaven les referències a un Alcorà «àrab» que apareixen en el text diví, assenyalant que si l'Alcorà no fos creat, seria, l'Alcorà mateix, un ésser etern, com Déu. I això, argumentaven, donaria a l'Alcorà un estatus similar al de Déu, constituint una forma de biteisme o <i>xirk</i>, és a dir una forma d'idolatria.
En relació a les implicacions de la creació de l'Alcorà, Rémi Brague argüeix que, si bé un Alcorà creat es pot interpretar «en el sentit jurídic de la paraula», per contra un Alcorà increat només es pot aplicar –i l'aplicació és susceptible només «d'explicació gramatical (tafsir) i d'elucidació mística (tawil)»–, però no pot interpretar-se. 